# Pfarrkirche Forstau

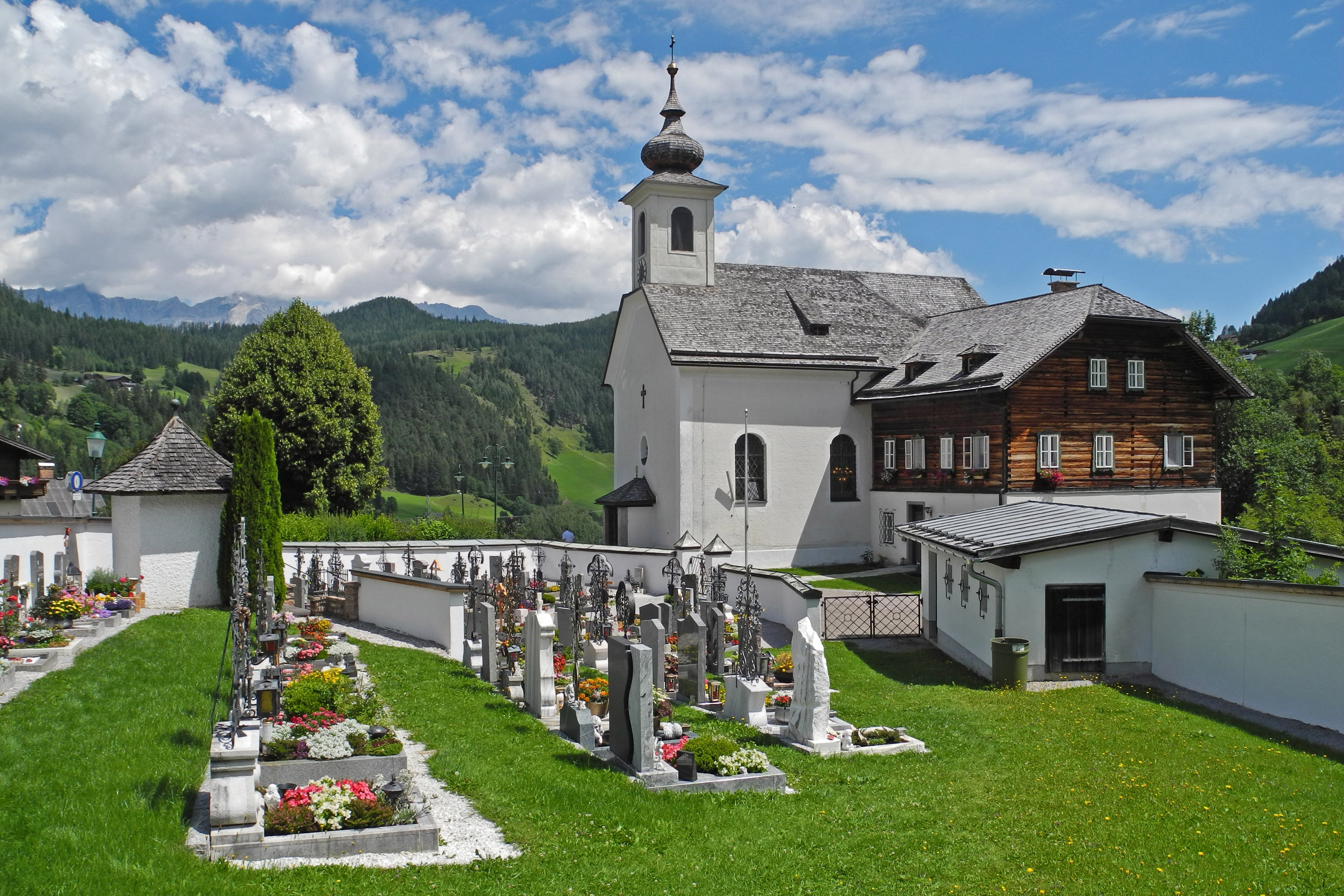
Katholische Pfarrkirche hl. Leonhard in Forstau

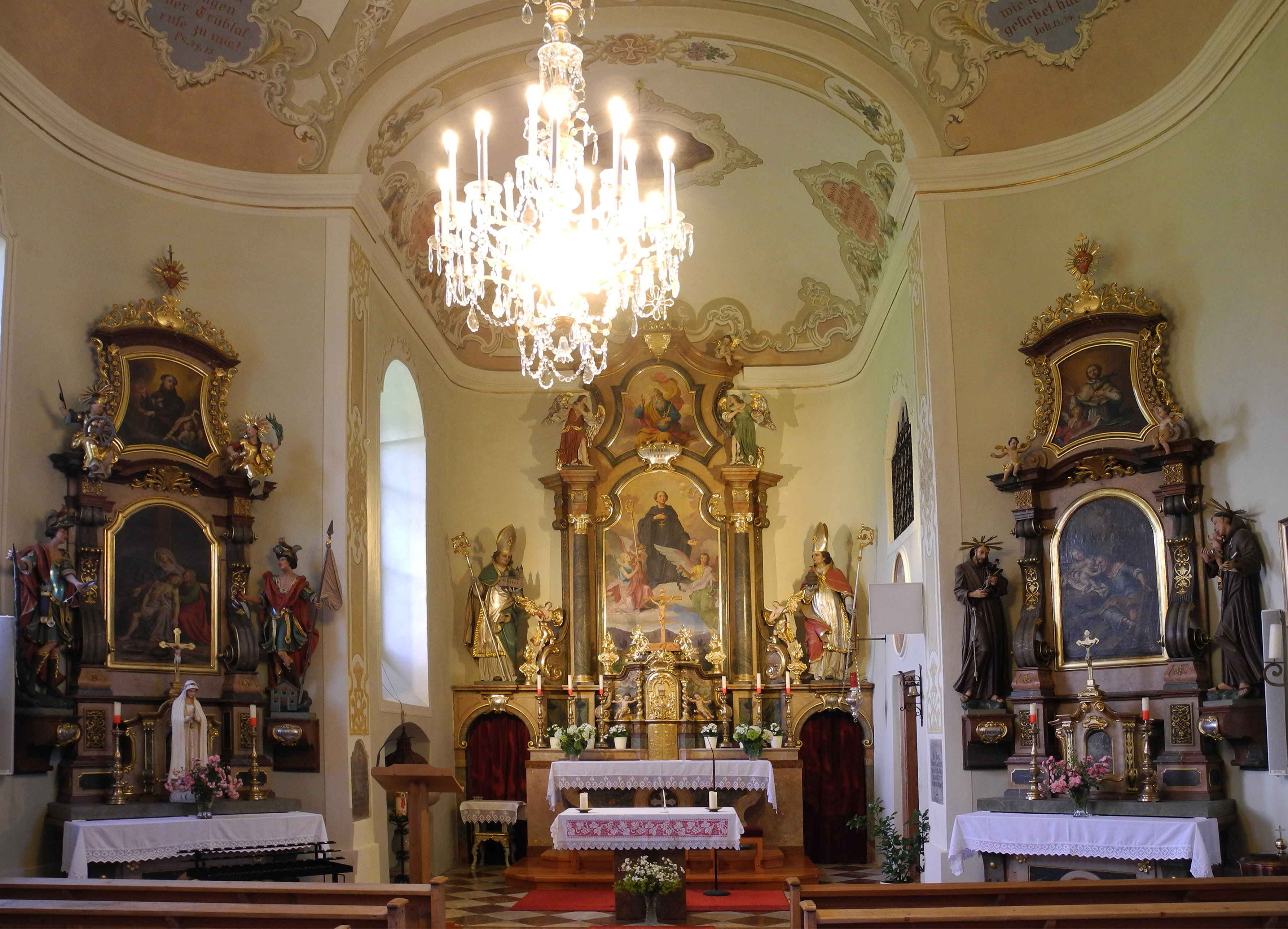
Im Langhaus zum Chor

Die Pfarrkirche Forstau steht an einem Hang im nördlichen Ortsbereich in der Gemeinde Forstau im Bezirk St. Johann im Pongau im Land Salzburg. Die dem Patrozinium Leonhard von Limoges unterstellte römisch-katholische Pfarrkirche gehört zum Dekanat Altenmarkt in der Erzdiözese Salzburg. Die Kirche steht unter Denkmalschutz (Listeneintrag).

## Geschichte
Die Vorgängerkirche wurde 1742 mit Johann Kleber erbaut, wurde 1744 Vikariat, 1745 wurde die Kirche geweiht. 1891 wurde eine eigene Pfarre eingerichtet. Nach einem Brand 1909 wurde die Kirche unter Verwendung der barocken Mauern wiedererrichtet. 1972 und 1979 waren Renovierungen.

## Architektur
Der ungegliederte einschiffige Kirchenbau hat ein umlaufendes Hohlkehlgesims. Der eingezogene Chor hat abgerundete Ecken und einen geraden Schluss. Südlich am Chor schließt der Pfarrhof baulich an.

## Ausstattung
Der einheitliche Säulenhochaltar mit Opfergangsportalen aus 1909 zeigt das Altarblatt hl. Leonhard in der Glorie mit einer Ansicht von Forstau gemalt von Josef Gold (1910), später teils übermalt von Leonhard Thoma (1918).
Die Orgel baute Johann Josef Mertel (1910).